# 7. listopad
7. listopad je 311. den roku podle gregoriánského kalendáře (312. v přestupném roce). Do konce roku zbývá 54 dní.

## Události

### Česko
- 1620 – Polští kozáci (Lisovčíci) v císařských službách vydrancovali Kladno.
- 1954 – Slapská přehrada, 11. stupeň vltavské kaskády, byla uvedena do provozu.
- 1980 – Linka C pražského metra byla prodloužena o úsek Kačerov–Háje.
- 1994 – Dopravní podnik hl. m. Prahy zařadil do provozu s cestujícími autobusy Neoplan N4014, první nízkopodlažní autobusy ve své historii.

### Svět
- 0680 – Zahájen Třetí konstantinopolský koncil, který obnovil jednotu východní a západní církve odsouzením monotheletismu.
- 0921 – Franský král Karel III. Francouzský a Jindřich I. Ptáčník podepsali v Bonnu přátelskou mírovou dohodu (amicitia), poté co se dohodli na vzájemných hranicích podél Rýna.
- 1665 – Poprvé vychází London Gazette, nejstarší noviny, které vychází dodnes.
- 1848 – Zachary Taylor byl zvolen 12. americkým prezidentem v prvních volbách, které probíhaly ve všech státech ve stejný den.
- 1917 – Velká říjnová socialistická revoluce: Ruští bolševici svrhli prozatímní vládu Alexandra Kerenského a nastolili vládu sovětů.
- 1918 – Bavorsko se prohlásilo svobodným státem v čele s Kurtem Eisnerem, nezávislým sociálním demokratem, zvoleným po svržení krále Ludvíka III.
- 1941 – Německý letoun He 111 potopil sovětskou nemocniční loď Armenia. Při katastrofě zahynulo přes 5000 pasažérů.
- 1944
  - Franklin D. Roosevelt (ač ve velmi špatném zdravotním a fyzickém stavu) v prezidentských volbách porazil republikána Thomase E. Deweye a vyhrál svůj 4. termín v Bílém domě.
  - Druhá světová válka: Americké letectvo zaútočilo na domněle německou, ve skutečnosti sovětskou kolonu, a vyvolalo tak leteckou bitvu nad srbským městem Niš.
- 1956 – Rudá armáda dobyla Dunaújváros, které se vzbouřilo v rámci maďarského povstání.
- 1957 – V NDR začala výroba vozů značky Trabant
- 1966 – Z Mysu Kennedy na Floridě odstartovala do vesmíru umělá družice Měsíce Lunar Orbiter 2
- 1991 – Americký basketbalista Magic Johnson oznámil, že má pozitivní výsledek testu na HIV, a ukončil kariéru.
- 1996 – NASA vypustila sondu Mars Global Surveyor
- 2012 – zemětřesení v Guatemale zabilo 48 lidí
- 2020 – Joe Biden byl zvolen 46. prezidentem Spojených států amerických

## Narození
Automatický abecedně řazený seznam viz Kategorie:Narození 7. listopadu

### Česko

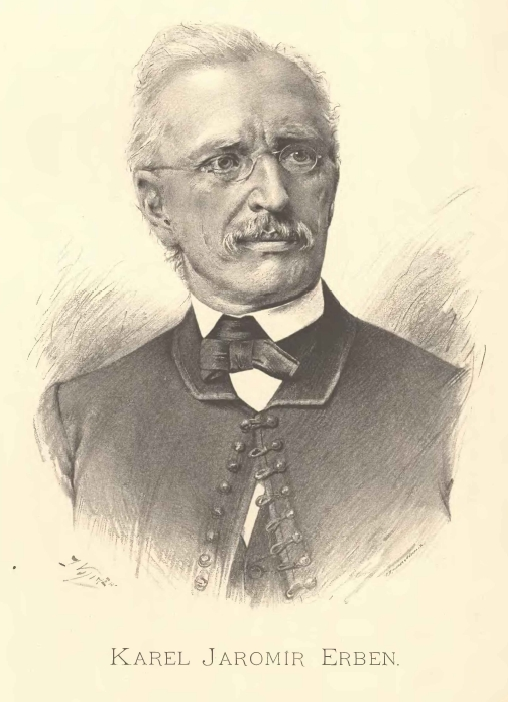
Karel Jaromír Erben (* 1811)

- 1811 – Karel Jaromír Erben, spisovatel, básník († 21. listopadu 1870)
- 1822 – Robert Lichnovský z Voštic, kanovník olomoucké kapituly († 25. ledna 1879)
- 1830 – Václav Michael Mölzer, stavitel varhan († 22. října 1899)
- 1833 – Eduard Kittel, pedagog a politik německé národnosti († 1900)
- 1838 – Bedřich Hoppe, organizátor školství a politik († 1. dubna 1884)
- 1857 – Karel Kněžourek, přírodovědec († 3. listopadu 1920)
- 1862 – Cyril Horáček, československý ministr financí († 9. května 1943)
- 1863 – Karl Zimmermann, průmyslník († 23. října 1924)
- 1876 – Karel Anděl, československý politik († 14. listopadu 1929)
- 1878 – Josef Podpěra, botanik († 18. ledna 1954)
- 1890 – Jan Matulka, americký malíř českého původu († 25. června 1972)
- 1902 – Josef Novák, malíř, grafik, ilustrátor, karikaturista, pedagog, fotograf († 2. července 1987)
- 1918 – Koloman Gajan, historik († 27. prosince 2011)
- 1919 – Jaroslav Šperl, voják a příslušník výsadku Carbon († 11. dubna 2005)
- 1922 – Václav Roziňák, československý hokejový reprezentant († 1. března 1997)
- 1925 – Václav Cibula, spisovatel a překladatel († 4. května 2009)
- 1931 – Jiří Vícha, házenkář a trenér († 14. ledna 2013)
- 1933
  - Jan Stejskal, ministr financí Československé socialistické republiky († 12. července 2013)
  - Zdena Mašínová mladší
- 1934 – Zdeněk Rejdák, vědec, zakladatel psychotroniky († 24. prosince 2004)
- 1945 – Vladimír Macura, spisovatel, literární vědec a kritik († 17. dubna 1999)
- 1949 – Bohumír Janát, filozof, spisovatel († 29. listopadu 1998)
- 1954 – generál Petr Voznica, voják a diplomat
- 1956 – Tomáš Julínek, ministr zdravotnictví ČR
- 1957 – Přemysl Martinec, výtvarník
- 1979 – Marek Holý, herec
- 1980 – Helena Zeťová, zpěvačka († 20. prosince 2024)

### Svět

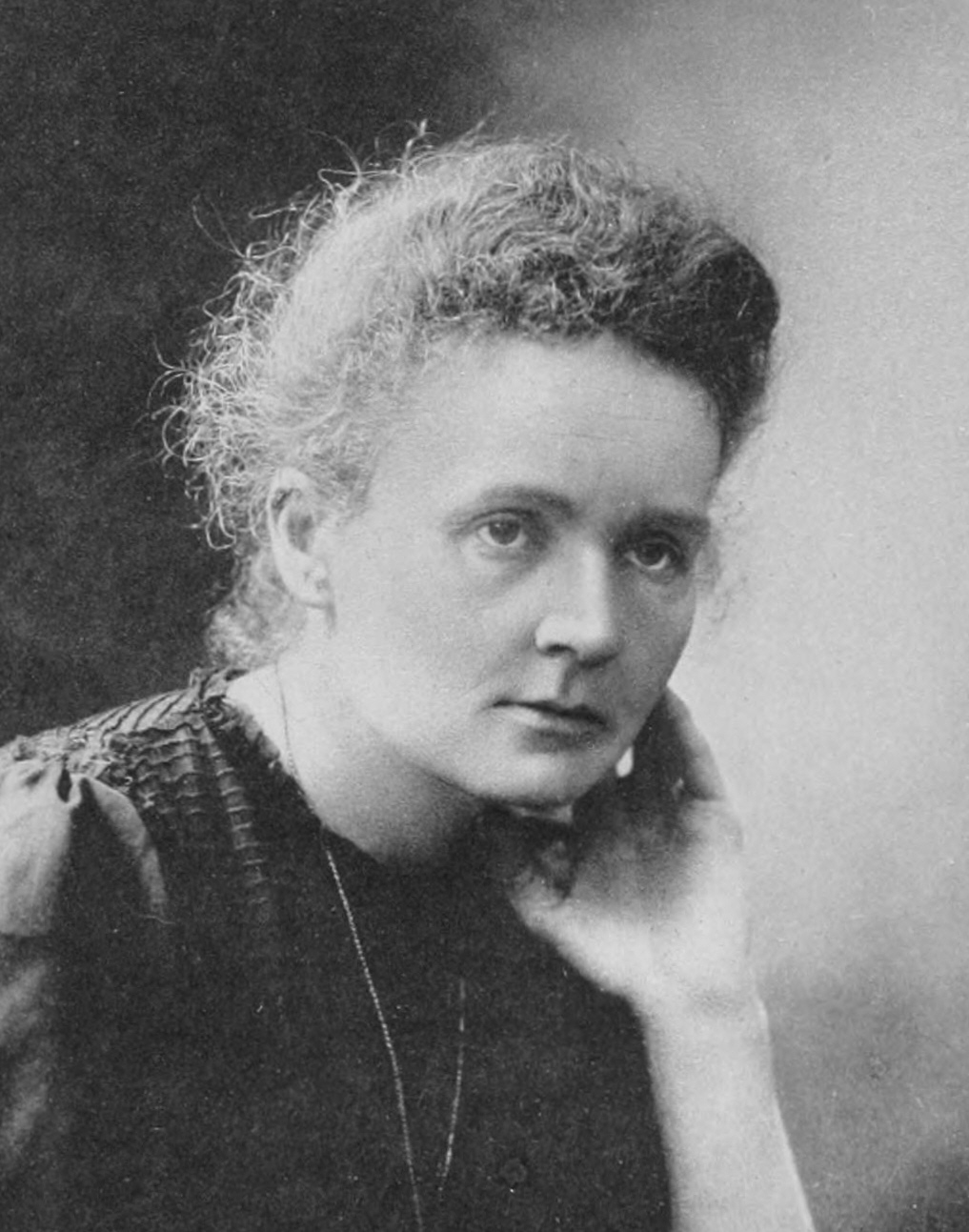
Marie Curie-Skłodowská (* 1867)

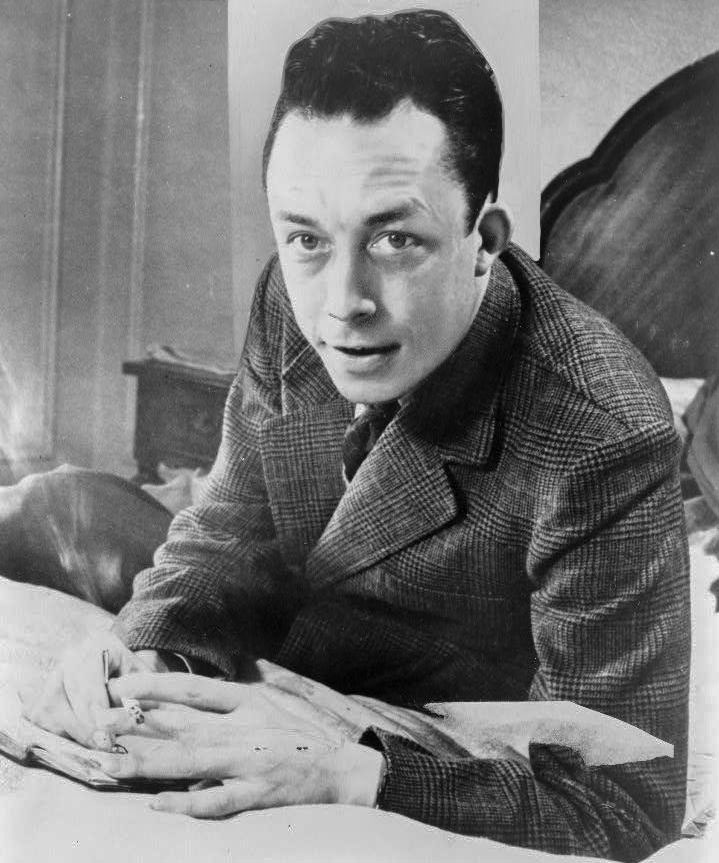
Albert Camus (* 1913)

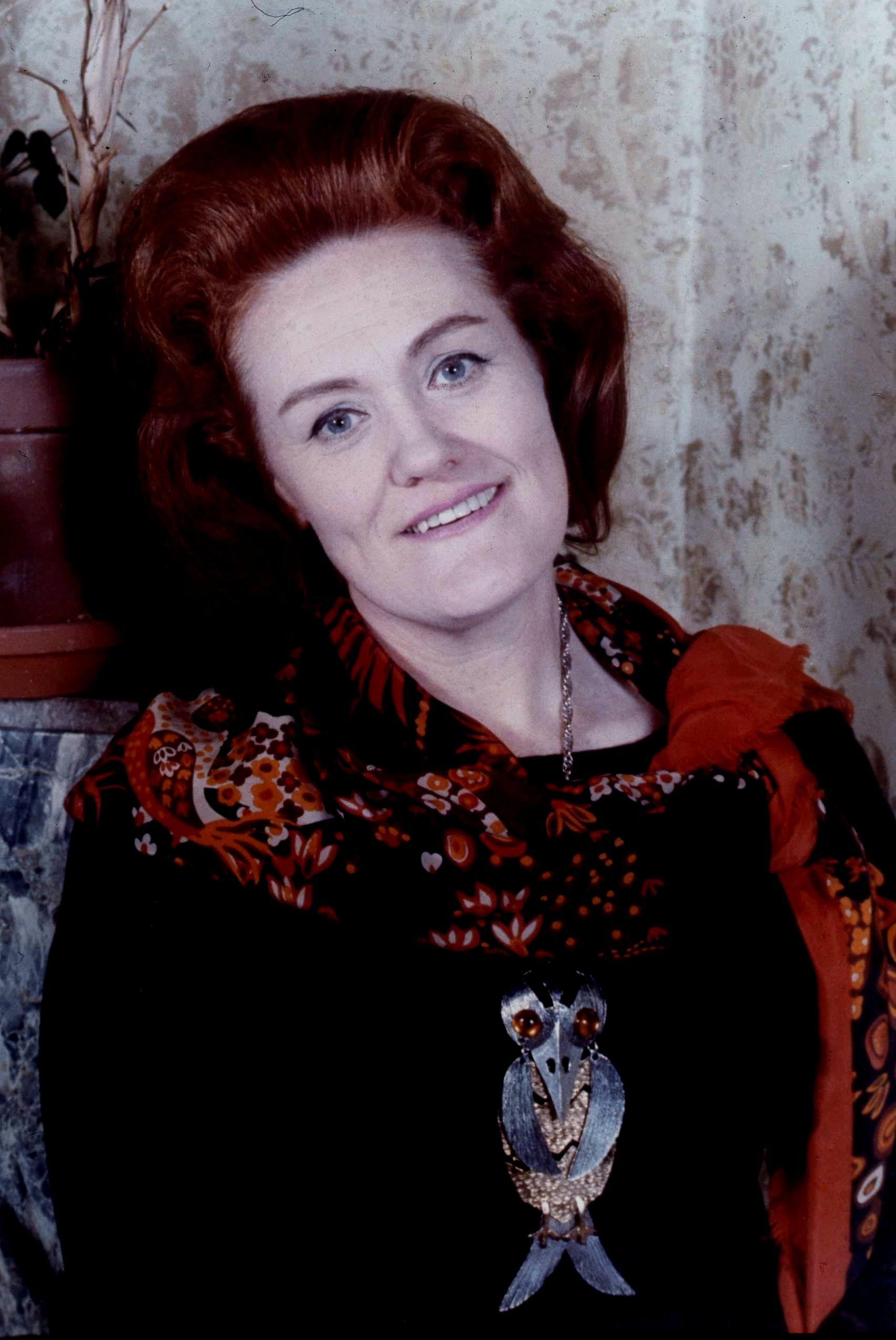
Joan Sutherland (* 1926)

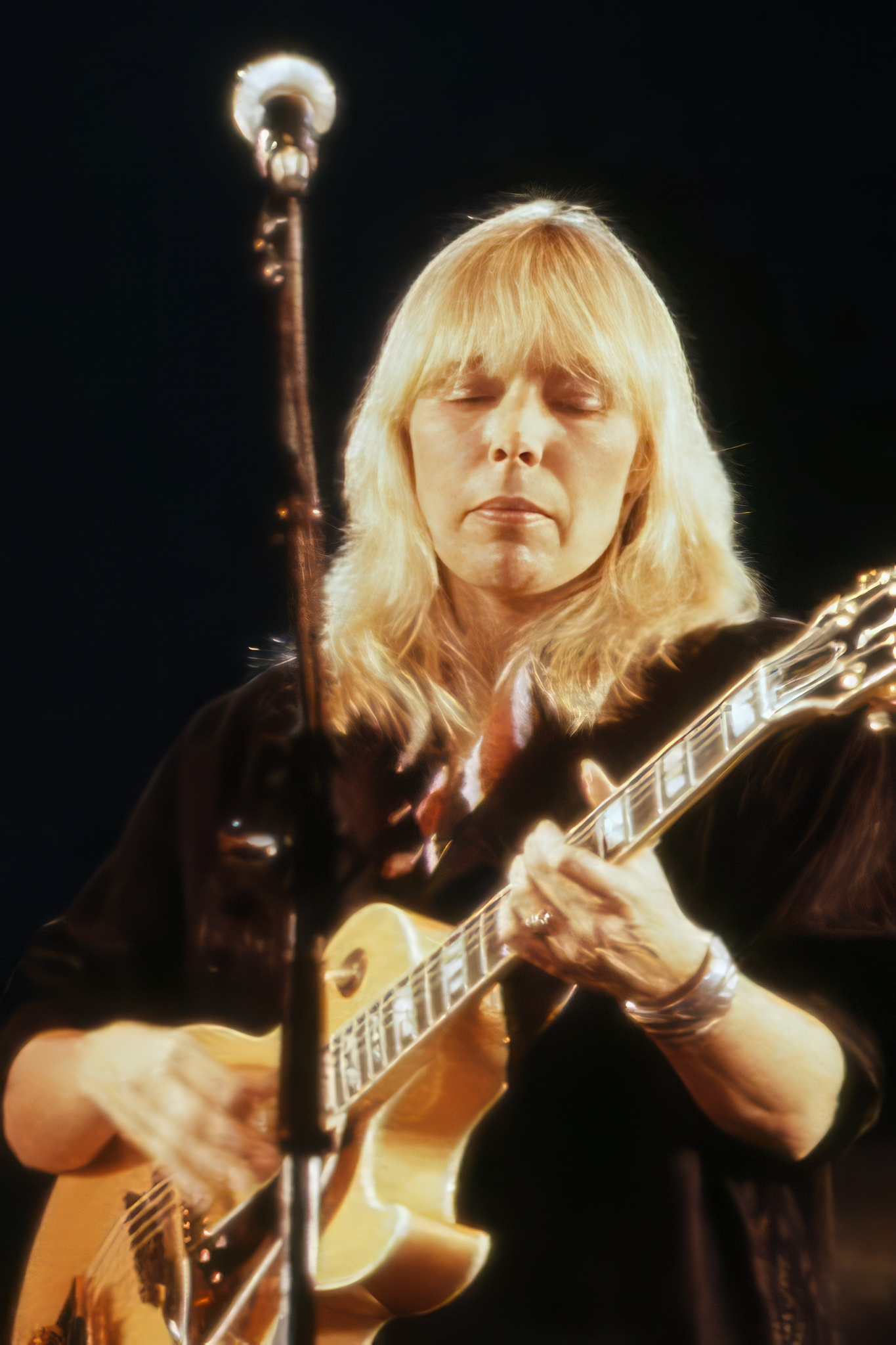
Joni Mitchell (* 1943)

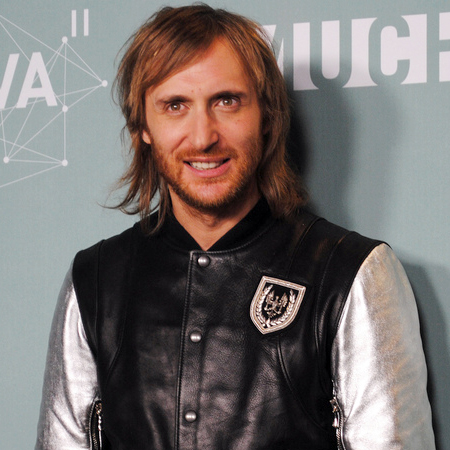
David Guetta (* 1967)

- 1598 – Francisco de Zurbarán, španělský malíř († 27. srpna 1664)
- 1612 – Pierre Mignard, francouzský portrétista († 30. května 1695)
- 1677 – Magdalena Vilemína Württemberská, bádensko-durlašská markraběnka († 30. října 1742)
- 1706 – Carlo Cecere, italský hudební skladatel († 15. února 1761)
- 1731 – Robert Rogers, velitel francouzské záškodnické jednotky zvané Rogers´ Rangers († 18. května 1795)
- 1785 – Friedrich Kalkbrenner, německo-francouzský klavírista a skladatel († 10. června 1849)
- 1787 – Vuk Stefanović Karadžić, srbský jazykovědec a reformátor srbštiny († 7. února 1864)
- 1810 – Ferenc Erkel, maďarský hudební skladatel († 15. července 1893)
- 1818 – Emil du Bois-Reymond, německý lékař a fyziolog († 26. prosince 1896)
- 1831 – Mélanie Calvatová, vizionářka mariánského zjevení v La Salettě († 15. prosince 1904)
- 1834 – Ljuben Karavelov, bulharský spisovatel († 21. ledna 1879)
- 1838 – Auguste Villiers de l'Isle Adam, francouzský spisovatel († 19. srpna 1889)
- 1839 – Hermann Levi, německý klavírista, dirigent a skladatel († 13. května 1900)
- 1846 – Ignaz Brüll, rakouský hudební skladatel a klavírní virtuos († 17. září 1907)
- 1867 – Marie Curie-Skłodowská, polsko-francouzská vědkyně, nositelka Nobelovy ceny za fyziku a za chemii († 4. července 1934)
- 1868 – Marcell Komor, maďarský architekt († 29. listopadu 1944)
- 1878 – Lise Meitnerová, rakouská fyzička († 27. října 1968)
- 1879
  - Mordechaj Nurok, lotyšský a izraelský politik († 8. listopadu 1962)
  - Lev Davidovič Trockij, bolševický revolucionář a marxistický teoretik († 21. srpna 1940)
- 1885
  - Frank Knight, americký ekonom († 15. dubna 1972)
  - Sabina Spielrein, ruská lékařka, psychoanalytička († 12. srpna 1942)
- 1886 – Aaron Nimcovič, dánský šachista a šachový teoretik († 16. března 1935)
- 1888 – Chandrasekhara Venkata Raman, indický fyzik, nositel Nobelovy ceny za fyziku († 21. listopadu 1970)
- 1891 – Dmitrij Andrejevič Furmanov, ruský spisovatel († 15. března 1926)
- 1893 – Paul Camenisch, švýcarský malíř a architekt († 13. února 1970)
- 1897
  - Dimitrij Andrusov, slovenský geolog ruského původu († 1. dubna 1976)
  - Armstrong Sperry, americký spisovatel a ilustrátor († 26. dubna 1976)
- 1901 – Hisao Kotaki, důstojník japonského císařského námořnictva († 7. dubna 1945)
- 1903 – Konrad Lorenz, rakouský zoolog, nositel Nobelovy ceny za medicínu († 27. února 1989)
- 1906 – Jean Leray, francouzský matematik († 10. listopadu 1998)
- 1910 – Edmund Ronald Leach, britský antropolog († 6. ledna 1989)
- 1911 – Natan Rapaport, americký sochař původem z Polska († 5. června 1987)
- 1913
  - Albert Camus, francouzský spisovatel a filozof, nositel Nobelovy ceny za literaturu († 4. ledna 1960)
  - Per Anger, švédský diplomat († 26. srpna 2002)
  - Anatolij Markovič Gurevič, ruský špion († 2. ledna 2009)
- 1917
  - Ján Arpáš, slovenský fotbalový reprezentant († 16. dubna 1976)
  - Howard Rumsey, americký kontrabasista († 15. července 2015)
- 1918 – Billy Graham, americký baptistický kazatel († 21. února 2018)
- 1919 – Jerzy Jesionowski, polský prozaik a dramatik († 28. října 1992)
- 1925
  - William Wharton, americký spisovatel († 29. října 2008)
  - Milan Hladký, slovenský architekt a politik († 24. února 2013)
- 1926 – Joan Sutherlandová, australská operní pěvkyně, koloraturní soprán († 10. října 2010)
- 1929 – Mervyn Burtch, velšský hudební skladatel († 12. května 2015)
- 1930 – Greg Bell, americký olympijský vítěz ve skoku do dálky
- 1932 – Alvin Batiste, americký klarinetista († 6. května 2007)
- 1933 – Dušan Šinigoj, slovinský politik
- 1934 – Miško Eveno, moravský malíř francouzského původu († 15. června 2014)
- 1939 – Barbara Liskovová, americká informatička
- 1941 – Angelo Scola, italský kardinál
- 1942 – André Vingt-Trois, francouzský kardinál a pařížský arcibiskup
- 1943
  - Vladimír Hagara, slovenský fotbalista, československý reprezentant († 24. května 2015)
  - Michael Spence, americký ekonom, nositel Nobelovy ceny za ekonomii
  - Joni Mitchell, kanadská písničkářka
- 1944 – Luigi Riva, italský fotbalista († 22. ledna 2024)
- 1947 – Ryszard Rumianek, polský kněz a profesor teologie († 10. dubna 2010)
- 1949 – Guillaume Faye, francouzský novinář a spisovatel († 7. března 2019)
- 1952 – David Petraeus, ředitel Ústřední zpravodajské služby (CIA)
- 1953 – Ottfried Fischer, německý herec, konferenciér a humorista
- 1967 – David Guetta, francouzský DJ
- 1970 – Marc Rosset, švýcarský tenista
- 1977 – Aaron Turner, americký kytarista, zpěvák, skladatel a grafik
- 1978 – Jan Vennegoor of Hesselink, nizozemský fotbalista
- 1981 – Gitte Aaenová dánská házenkářka
- 1988 – Alexandr Dolgopolov, ukrajinský tenista
- 1990 – David de Gea, španělský fotbalista
- 1994 – Algee Smith, americký herec a zpěvák
- 1996 – Lorde, novozélandská zpěvačka a textařka
- 1998 – Cameron Woki, francouzský ragbista

## Úmrtí
Automatický abecedně řazený seznam viz Kategorie:Úmrtí 7. listopadu

### Česko

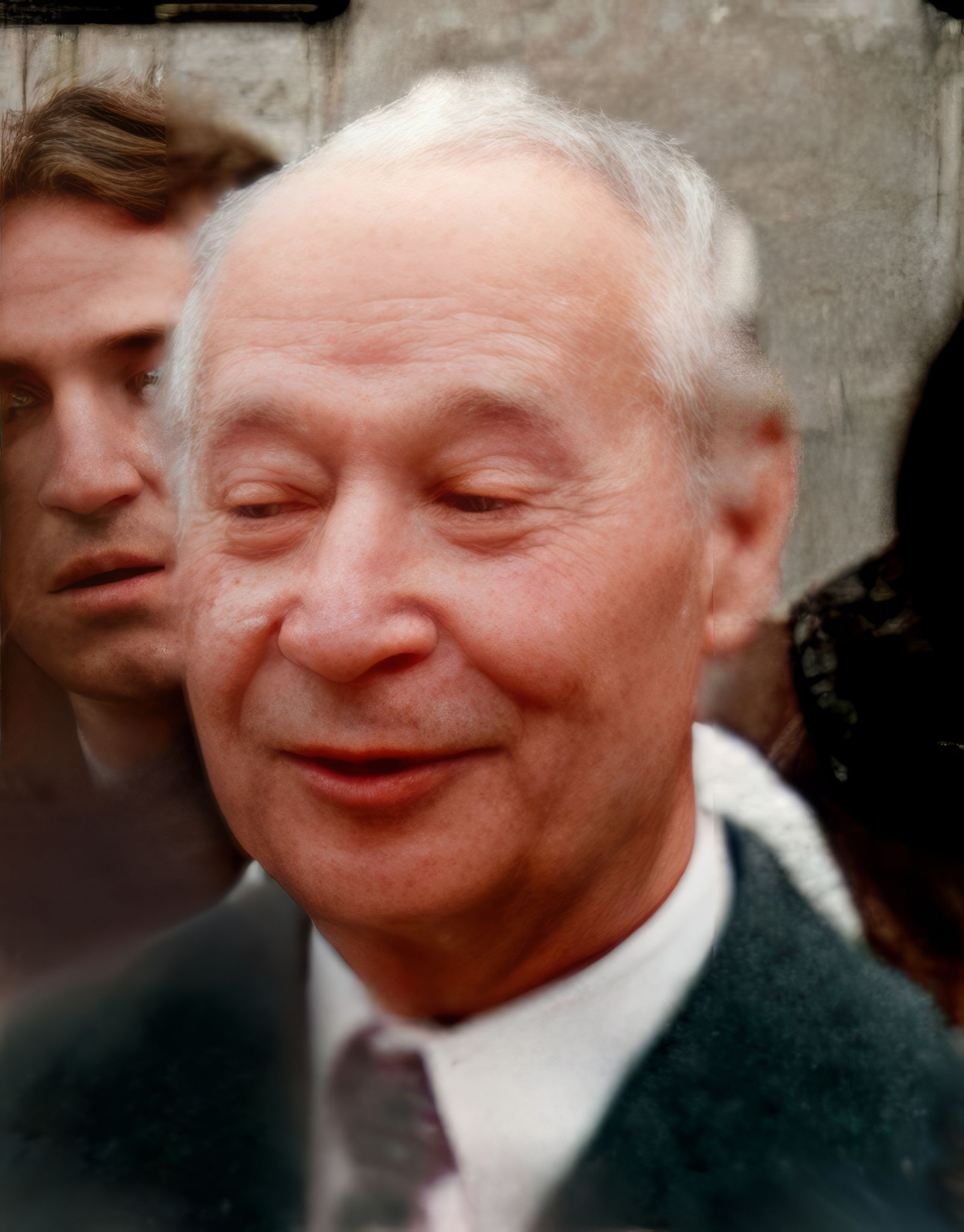
Alexander Dubček († 1992)

- 1839 – Jan Nepomuk Augustin Vitásek, skladatel a hudebník (* 20. února 1771)
- 1860 – Leopold Lažanský z Bukové, rakouský úředník a moravský místodržitel (* 14. června 1808)
- 1873 – Jan Pavel Martinovský, český hudební skladatel (* asi 12. dubna 1808)
- 1898 – Josef Baudiš, pedagog, matematik a fyzik (* 13. března 1825)
- 1909 – Jan Baptista Lambl, český chemik, profesor agronomie (* 9. srpna 1826)
- 1924 – Josef Funk, kanovník kapituly sv. Štěpána v Litoměřicích (* 27. prosince 1867)
- 1925 – August Brömse, německý výtvarník žijící převážně v Čechách (* 2. září 1873)
- 1946 – Zdenka Hásková, česká spisovatelka (* 28. května 1878)
- 1960 – Josef Blekta, český pedagog a muzejník (* 21. prosince 1882)
- 1966 – Mařenka Zieglerová, operetní zpěvačka a herečka (* 7. února 1881)
- 1979 – Karel Method Klement, benediktinský mnich a oblíbený kazatel (* 27. listopadu 1889)
- 1989 – Jan Skácel, spisovatel a básník (* 7. února 1922)
- 1992
  - Jaroslav Pešina, historik umění (* 27. dubna 1912)
  - Alexander Dubček, československý politik (* 27. listopadu 1921)
- 1998 – Karel Adam, herec a jeden z nejvýznamnějších členů Divadla bratří Mrštíků (* 17. ledna 1921)
- 2000 – Miroslav Malura, muzikolog, folklorista (* 21. března 1937)
- 2002 – Ivo Chlupáč, geolog a paleontolog (* 6. prosince 1931)
- 2007
  - Jiří Meduna, archeolog (* 4. dubna 1932)
  - Petr Haničinec, herec (* 15. září 1930)
- 2011 – Marie Ljalková, válečná snajperka (* 3. prosince 1920)
- 2012 – Jiří Chaloupka, český dostihový jezdec (* 13. listopadu 1951)
- 2013 – Olga Krijtová, filoložka, pedagožka a překladatelka z nizozemštiny (* 30. března 1931)
- 2014 – Zdeněk Beran, malíř, autor objektů a instalací (* 7. března 1937)
- 2017 – Karel Štědrý, zpěvák, herec a moderátor (* 1937)

### Svět

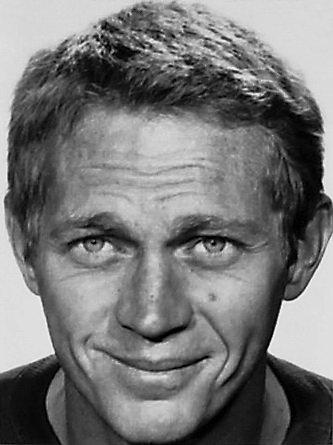
Steve McQueen († 1980)

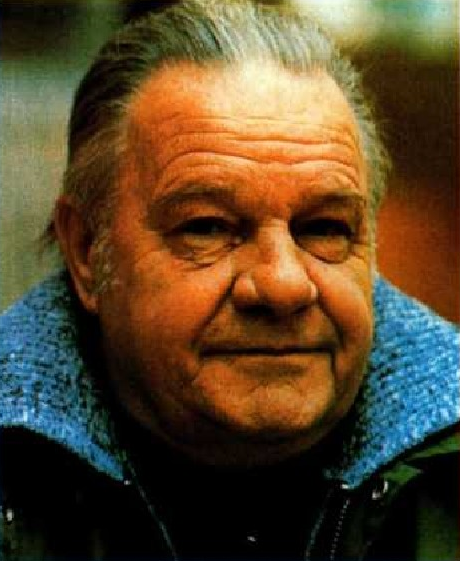
Lawrence Durrell († 1990)

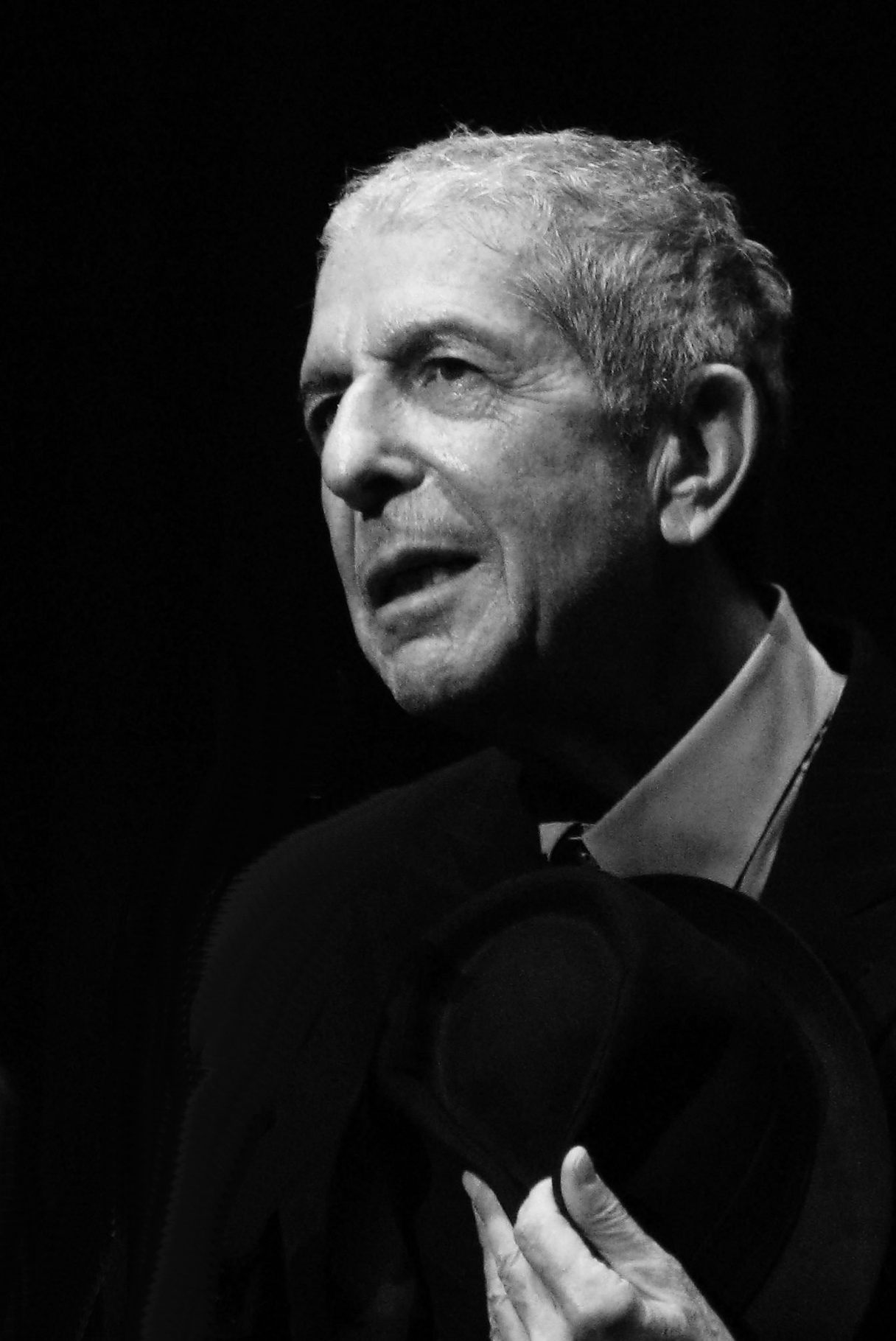
Leonard Cohen († 2016)

- 0644 – Umar ibn al-Chattáb, chalífa – vládce arabského chalífátu a duchovní hlava islámu (634–644) (* 581)
- 1497 – Filip II. Savojský, savojský vévoda (* 5. února 1438)
- 1543 – Şehzade Mehmed, syn osmanského sultána Sulejmana I. (* 31. října 1521)
- 1609 – Valentín I. Druget, zemplínský župan (* 1577)
- 1633 – Cornelius Drebbel, nizozemský vynálezce (* 1572)
- 1708 – Ludolf Bakhuizen, nizozemský malíř (* 18. prosince 1631)
- 1713 – Gabriela z Lichtenštejna, knížecí princezna (* 12. července 1692)
- 1742 – Alois Tomáš Raimund hrabě z Harrachu, rakousko-český aristokrat, císařský politik, diplomat (* 7. března 1669)
- 1773 – Anna Šarlota Lotrinská, abatyše z Remiremontu, Monsu a Essenu (* 17. května 1714)
- 1817 – Jean-André Deluc, švýcarský geolog a meteorolog (* 8. února 1727)
- 1823 – Rafael del Riego, španělský politik a generál (* 9. dubna 1784 nebo 24. listopadu 1785)
- 1824 – Beyhan Sultan, osmanská princezna a dcera sultána Mustafy III. (* 13. ledna 1766)
- 1827 – Marie Terezie Josefa Habsbursko-Lotrinská, saská královna (* 14. leden 1767)
- 1850 – Félix Arvers, francouzský básník a dramatik (* 23. července 1806)
- 1854 – Peter Nobile, rakouský architekt, stavitel a pedagog (* 11. října 1774)
- 1862 – Bahádur Šáh II., mughalský císař, indický národní hrdina (* 24. října 1775)
- 1869 – Ludwig Georg Treviranus, německý konstruktér (* 7. března 1790)
- 1872 – Alfred Clebsch, německý matematik (* 19. ledna 1833)
- 1908
  - Sundance Kid, železniční a bankovní lupič (* ? 1867)
  - Victorien Sardou, francouzský dramatik (* 7. září 1831)
- 1913 – Alfred Russel Wallace, britský přírodovědec (* 8. ledna 1823)
- 1924 – Hans Thoma, německý malíř a grafik (* 2. října 1839)
- 1928
  - Árpád Tóth, maďarský básník a překladatel (* 14. dubna 1886)
  - Mediha Sultan, osmanská princezna a dcera sultána Abdulmecida I. (* 30. července 1856)
- 1933 – Ignaz von Ruber, předlitavský státní úředník a politik (* 8. května 1845)
- 1943 – Adolf Melíšek, československý politik slovenské národnosti (* 6. února 1876)
- 1944
  - Hana Kučerová-Záveská, česká architektka (* 21. března 1904)
  - Richard Sorge, sovětský špion v Japonsku (* 4. října 1895)
  - Bogdan Popović, srbský literární kritik (* 20. prosince 1863)
  - Franc Rozman, slovinský partyzánský velitel (* 27. března 1911)
  - Chana Seneš, židovská básnířka, výsadkářka a účastnice protinacistického odboje (* 17. července 1921)
- 1946 – Julian Nowak, polský lékař a politik (* 10. března 1865)
- 1947 – Sándor Garbai, prezident komunistické Maďarské republiky rad (* 27. března 1879)
- 1955 – Sergej Josifovič Karcevskij, ruský lingvista (* 28. srpna 1884)
- 1959 – Victor McLaglen, britský herec (* 10. prosince 1886)
- 1962 – Eleanor Rooseveltová, manželka 32. prezidenta USA Franklina D. Roosevelta (* 11. října 1884)
- 1967 – John Nance Garner, viceprezident USA (* 22. listopadu 1868)
- 1969 – Jehuda Burla, izraelský spisovatel (* 18. září 1886)
- 1970 – Herbert Plaxton, kanadský hokejista, zlato na OH 1928 (* 22. dubna 1901)
- 1980 – Steve McQueen, americký filmový herec (* 24. března 1930)
- 1981 – Will Durant, americký historik a filozof (* 5. listopadu 1885)
- 1983 – Germaine Tailleferre, francouzská skladatelka (* 19. dubna 1892)
- 1986 – Artur London, český komunistický politik, diplomat a publicista (* 1. února 1915)
- 1990 – Lawrence Durrell, anglický spisovatel (* 27. února 1912)
- 1991 – Ed Marlo, americký kouzelník (* 10. října 1913)
- 1994
  - Charles Mathiesen, norský rychlobruslař, olympijský vítěz (* 12. února 1911)
  - Shorty Rogers, americký trumpetista (* 14. dubna 1924)
- 1996 – Carmell Jones, americký trumpetista (* 19. července 1936)
- 2000
  - Ingrid Švédská, dánská královna (* 28. března 1910)
  - Boris Vladimirovič Zachoder, ruský spisovatel dětské literatury, básník, scenárista (* 9. září 1918)
- 2001 – Geoffrey Jenkins, jihoafrický spisovatel (* 16. června 1920)
- 2011 – Joe Frazier, americký boxer (* 12. ledna 1944)
- 2012 – Ján Plško, slovenský fotbalový brankář (* 1. června 1929)
- 2013 – Manfred Rommel, německý politik (* 24. prosince 1928)
- 2016 – Leonard Cohen, kanadský hudebník, básník, romanopisec a kreslíř (* 21. září 1934)
- 2022 – Leslie Phillips, britský herec (* 20. dubna 1924)
- 2023 – Frank Borman, americký astronaut (* 14. března 1928)

## Svátky

### Česko
- Saskie
- Engelbert
- Vilibrord

Katolický kalendář
- Svatý Willibrord
- Svatý Engelbert

### Svět
- Rusko Oslavy výročí VŘSR

| 7. listopad v pražském KlementinuÚdaje jsou platné k 29. 4. 2025. | 7. listopad v pražském KlementinuÚdaje jsou platné k 29. 4. 2025. | 7. listopad v pražském KlementinuÚdaje jsou platné k 29. 4. 2025. |
| minimum                                                           | denní průměr                                                      | maximum                                                           |
| ----------------------------------------------------------------- | ----------------------------------------------------------------- | ----------------------------------------------------------------- |
| −8,3 °C (1908)                                                    | 5,9 °C (od 1961)                                                  | 18,9 °C (2015)                                                    |